# Brech
Brech is een gemeente in het Franse departement Morbihan (regio Bretagne). De plaats maakt deel uit van het arrondissement Lorient. De gemeente telde 7.057 inwoners op 1 januari 2022.

## Geografie
De oppervlakte van Brech bedroeg op 1 januari 2022 40,86 vierkante kilometer; de bevolkingsdichtheid was toen 172,7 inwoners per km².

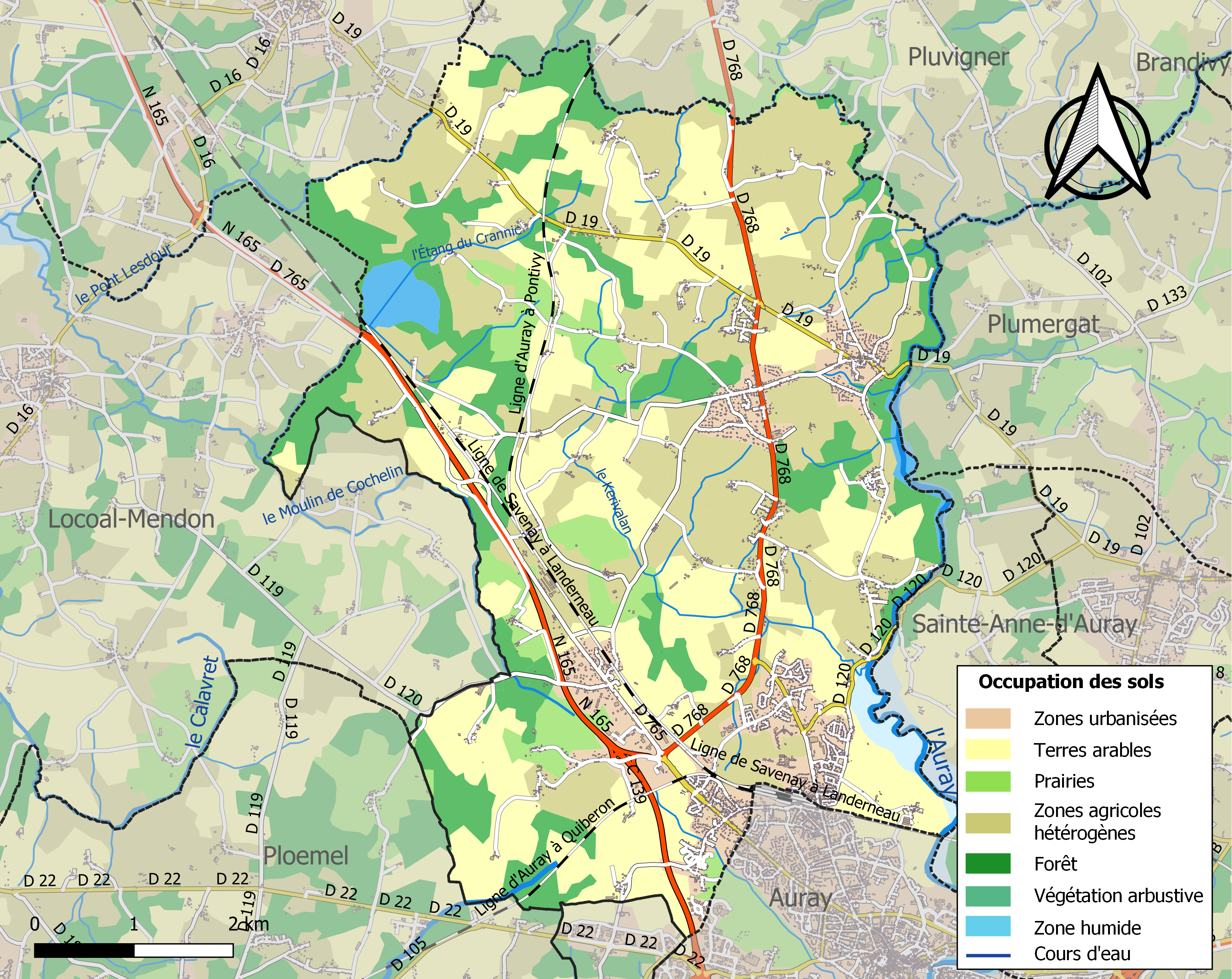
Kaart van de gemeente met de belangrijkste infrastructuur, bodemgebruik en omliggende gemeenten

## Demografie
Onderstaande figuur toont het verloop van het inwonertal, bron: INSEE-tellingen. 